# Andraca melli
Andraca melli là một loài bướm đêm thuộc họ Endromidae. Loài này có ở Trung Quốc (Chiết Giang, Giang Tây, Phúc Kiến, Quảng Đông, Hải Nam), Việt Nam và Thái Lan.
Sải cánh của loài này dài 37–39 milimét (1,5–1,5 in).
Ấu trùng của loài này ăn Camellia sinensis, Camellia oleifera, Fraxinus pennsylvanica, Ternstroemia japonica và Pentaphylax euryoides.